# Ischaemum bolei
Ischaemum bolei är en gräsart som beskrevs av Joaquim de Almeida. Ischaemum bolei ingår i släktet Ischaemum och familjen gräs. Inga underarter finns listade i Catalogue of Life.